# Social Entrepreneurship Netzwerk Deutschland
Das Social Entrepreneurship Netzwerk Deutschland (SEND) ist ein gemeinnütziger eingetragener Verein mit Sitz in Berlin und ein Interessenverband der deutschen Sozialunternehmer-Branche. Gegründet wurde es 2017 als Repräsentanz und politische Stimme der Sozialunternehmen in Deutschland. Der Verband bietet Vernetzung für Sozialunternehmen und möchte dem Sektor zu mehr Sichtbarkeit verhelfen sowie deren Interessen gegenüber der Politik vertreten.

## Gründung
SEND wurde 2016 als Arbeitsgruppe zum Thema Social Entrepreneurship innerhalb des Bundesverband Deutsche Startups gegründet. Im Vorfeld der Bundestagswahl 2017 gründete sich dann der gemeinnützige Verein als eigenständiger Interessenverband aus, um sich für mehr politische Aufmerksamkeit für das Thema Social Entrepreneurship im Bundestagswahlkampf einzusetzen. Anschließend wurde 2018 Social Entrepreneurship erstmals im Koalitionsvertrag erwähnt.

## Verbandsarbeit
Der Verband ist bundesweit organisiert mit Hauptsitz in Berlin, daneben existieren Regionalgruppen in Baden-Württemberg, Bayern, Berlin, Brandenburg, Bremen/Bremerhaven, Hamburg, Hessen, Niedersachsen, Nordrhein-Westfalen, Rheinland-Pfalz, Saarland, Thüringen und Sachsen. Die Mitglieder von SEND organisieren sich zudem selbstständig in Fachgruppen zu verschiedenen Themen wie Genossenschaften, Innovative Bildung und Globale Gerechtigkeit.
Als gemeinnütziger Verein besitzt SEND einen ehrenamtlichen Vorstand, der alle zwei Jahre neu gewählt wird.
Der Verband finanziert sich durch Mitgliedsbeiträge, Kooperationen, Förderprojekte und durch Förderpartner. Zu den Kooperations- und Förderpartnern gehören die BMW Foundation Herbert Quandt, Samsung, die KfW Stiftung, der Bundesverband Deutsche Startups e. V. und die Schöpflin Stiftung.

## Social Entrepreneurship Definition
Da es in Deutschland keine staatliche Definition für Social Entrepreneurship gibt, hat SEND 2019 folgende Definition in Zusammenarbeit mit der Technischen Universität Berlin entwickelt:
„Das primäre Ziel von Social Entrepreneurship ist die Lösung gesellschaftlicher Herausforderungen. Dies wird durch kontinuierliche Nutzung unternehmerischer Mittel erreicht und resultiert in neuen und innovativen Lösungen. Durch steuernde und kontrollierende Mechanismen wird sichergestellt, dass die gesellschaftlichen Ziele intern und extern gelebt werden.“
Die Definition bildet die Grundlage für die Verbandsarbeit und die Aufnahme von Neumitgliedern.

## Projekte
Neben der allgemeinen Verbandstätigkeiten arbeitet SEND in verschiedenen Projekten zu Themen rund um Soziale Innovationen und Social Entrepreneurship.

### Deutscher Social Entrepreneurship Monitor
Seit 2018 veröffentlicht SEND den Deutschen Social Entrepreneurship Monitor (DSEM), als Studie zum Social Entrepreneurship-Ökosystem in Deutschland. Der DSEM ist die erste umfangreiche Erhebung von Daten zu Sozialunternehmen und Social Start-ups in Deutschland. Seit 2020 ist der DSEM eingebunden in den von EUCLID Network geleiteten und durch die Europäische Kommission finanzierten European Social Enterprise Monitor.

### Buy Social Deutschland
In dem Projekt Buy Social Deutschland unterstützt SEND, in Zusammenarbeit mit SAP, Sozialunternehmen und konventionell wirtschaftende Unternehmen dabei, gemeinsame Partnerschaften in Lieferketten einzugehen. Durch den Einkauf konventioneller Unternehmen bei Sozialunternehmen soll ein sozialer Mehrwert in den Lieferketten der Unternehmen geschaffen und eine positive Wirkung auf Gesellschaft und Umwelt erzielt werden.

### emp:our now
Gefördert durch Google.org, dem philanthropischen Arm von Google, hat SEND 2022 das Projekt emp:our now gestartet. Dieses soll Intermediäre unterstützen, die Sozialunternehmen fördern und Unterstützungsangebote für Social Entrepreneurship in Deutschland ausbauen. Ziel ist es, den Sektor auch für weniger gründungsaffine Menschen zugänglich zu machen. Die Ausschreibung richtet sich daher an Organisationen, die sich für den Abbau von Hürden beim Gründen einsetzen, um Menschen aus benachteiligten Gruppen einen leichteren Zugang zu Gründung und Hilfe bei der Skalierung zu bieten.

### Fit für Sozialunternehmen
In dem Projekt Fit für Sozialunternehmen unterstützt SEND, gefördert durch die KfW Stiftung, Gründungsberaterinnen und Gründungsberater für Sozialunternehmen durch die Bereitstellung von Arbeitsmitteln, wie Handbücher, Lernvideos und Publikationen, sowie durch Workshops und Online-Seminare.

### Social Economy Berlin
Das Projekt Social Economy Berlin bildet eine Plattform für die soziale Ökonomie in Berlin. Durch Veranstaltungen, Unterstützung bei der Gründung und Weiterentwicklung von Unternehmen, das Vermitteln von Kontakten und das Bereitstellen von Informationen soll das Ökosystem für Social Entrepreneurship und die soziale Ökonomie in Berlin gefördert werden. Auch die Verbesserung der Rahmenbedingungen für Sozialunternehmen und der Austausch zwischen Politik, Verwaltung und der Wirtschaftsförderung sind Ziele des Projektes. Social Economy Berlin ist ein gemeinsames Projekt von SEND und dem Technologie-Netzwerk Berlin e. V. und wird von der Berliner Senatsverwaltung für Wirtschaft, Energie und Betriebe unterstützt.

### Sozialinnovator Hessen
Das Landesförderprojekt Sozialinnovator Hessen unterstützt seit Mai 2020 Personen, die Sozialunternehmen in Hessen gründen wollen oder ihre bereits erfolgte Gründung voranbringen möchten. Auch Gründungsberaterinnen und Gründungsberater werden bei der Beratung von Sozialunternehmen gefördert. Zu den Angeboten des Projektes gehören die allgemeine Gründungsberatung, Workshops, Fachberatung, die Bereitstellung von Co-Working Plätzen, Vernetzungsmöglichkeiten, Veranstaltungen, die das Gründerökosystem in Hessen stärken und Weiterbildungen. Der Sozialinnovator Hessen wird von SEND zusammen mit einem Konsortium verschiedener Partnerinstitutionen durchgeführt.

## Politische Positionen
SEND tritt als Interessenverband für den Social Entrepreneurship Sektor in Deutschland auf. Dabei setzt sich SEND gegenüber der Politik unter anderem für eine Verbesserung der Finanzierungs- und Fördersituation für Sozialunternehmen und für Soziale Innovationen ein und fordert die Anpassung der rechtlichen Rahmenbedingungen für Sozialunternehmen in Deutschland. In mehreren Positionspapieren und Publikationen, die häufig in Zusammenarbeit mit anderen Akteuren aus dem Social Entrepreneurship Sektor, Stiftungen, Universitäten oder Akteuren der Wohlfahrt entstanden sind, hat SEND zu diesen Forderungen Stellung bezogen. Auch zu mehreren Landtagswahlen, Bundestagswahlen und zu der Europawahl 2019 hat SEND Positionspapiere und Wahlprüfsteine erarbeitet und veröffentlicht.
Die Fachgruppen und Regionalgruppen von SEND sind zum Teil selber politisch aktiv. So setzt sich die Initiative #GenoDigital, die ursprünglich aus einer Arbeitsgruppe bei SEND entstanden ist für eine Digitalisierung von Genossenschaften und eine Modernisierung der rechtlichen Rahmenbedingungen für Genossenschaften ein.
Im Oktober 2019 forderte der Verband die insgesamt zwischen 2 und 9 Milliarden Euro auf nachrichtenlosen Bankkonten in Deutschland für den Aufbau eines Fonds zur Förderung von nachhaltigen und sozialen Innovationen zu nutzen. Finanzpolitiker von FDP und Grünen begrüßten die Idee.
SEND ist Co-Initiator von Entrepreneurs for Future und unterstützt die Forderungen für eine digital-souveräne Gesellschaft der Initiative Digitale Zivilgesellschaft 2021.
2020 gehörte SEND zu den Initiatoren des weltgrößten Hackathons WirVsVirus der Bundesregierung für Projekte gegen die Auswirkungen der COVID-19-Pandemie.

## Auszeichnungen
Mit der Kampagne #WegeBereiten zur Bundestagswahl 2021 hat SEND den dritten Preis des 12. Wettbewerbs Sozialkampagne der Bank für Sozialwirtschaft gewonnen. In der Kampagne wurden die Hürden für Sozialunternehmen und Soziale Innovationen in Deutschland thematisiert und Forderungen an die neue Bundesregierung bezüglich der Änderung der politischen Rahmenbedingungen für diese gestellt.